# Urban Karlsson
Karl Johan Urban Karlsson, född 1 februari 1921 i Hamneda församling i Kronobergs län, död 22 juli 2017 i Farsta distrikt i Södermanlands län, var tidigare partistyrelseledamot och internationell sekreterare inom Vänsterpartiet kommunisterna. Karlsson var tidigare ordförande i Sveriges kommunistiska ungdomsförbund 1951–1958 och åren 1958–1964 ekonomiansvarig för Sveriges Kommunistiska Parti. Urban Karlsson var bror till Sverker Karlsson (1929–2008), som startade Arbetarpartiet Kommunisterna 1977.

## Biografi
Urban Karlsson representerade som internationell sekreterare VPK vid Tjeckoslovakiens kommunistiska partis kongress i Prag 1968. På kongressen 1971 höll han ett tal där han prisade framgångarna i det socialistiska uppbygget i Tjeckoslovakien och önskade den av Sovjetunionen med våld tillsatta Husákregimen all välgång. Detta skedde trots partiets officiella avståndstagande från Sovjetunionens ockupation och krossande av Pragvåren, och både partiledaren C.-H. Hermansson och dennes efterträdare Lars Werner officiellt sagt sig ta avstånd från alla kontakter med det tjeckiska kommunistpartiet.
I ett avsnitt av Uppdrag granskning från 2004 påstods att Karlsson under sin tid som partistyrelseledamot fungerat som rapportör åt den östtyska ambassaden. Han ska enligt Uppdrag granskning ha berättat om vad som avhandlades på interna partistyrelsemöten, om hur olika ledamöter röstade och vilka DDR kunde lita på och vilka man inte kunde lita på. I en intervju med tidningen Flamman bemötte Karlsson anklagelserna; enligt honom hade han som VPK:s internationelle sekreterare i uppgift att beskriva stämningarna inom partiet inför en konferens i Berlin, men lämnade inte ut några hemliga uppgifter.
Urban Karlsson är gravsatt i minneslunden på Skogskyrkogården i Stockholm.